# Lucinda Whitty
Lucinda Whitty (Sídney, 9 de noviembre de 1989) es una deportista australiana que compitió en vela en la clase Elliott 6m. Participó en los Juegos Olímpicos de Londres 2012, obteniendo una medalla de plata en la clase Elliott 6m (junto con Olivia Price y Nina Curtis).

## Palmarés internacional
| \| Juegos Olímpicos \| Juegos Olímpicos \| Juegos Olímpicos \| Juegos Olímpicos \| \| Año \| Lugar \| Medalla \| Clase \| \| ---------------- \| --------------------- \| ---------------- \| ---------------- \| \| 2012 \| Londres (Reino Unido) \| Medalla de plata \| Elliott 6m \| |                       |                  |            |
| Juegos Olímpicos |                       |                  |            |
| Año | Lugar                 | Medalla          | Clase      |
| 2012 | Londres (Reino Unido) | Medalla de plata | Elliott 6m |